# Florence Randrianarisoa
Florence Randrianarisoa (geboren 1987 in Querfurt; Pseudonym Dr. Flojo) ist eine deutsche Fernsehmoderatorin beim WDR, Ärztin, YouTuberin und Autorin.

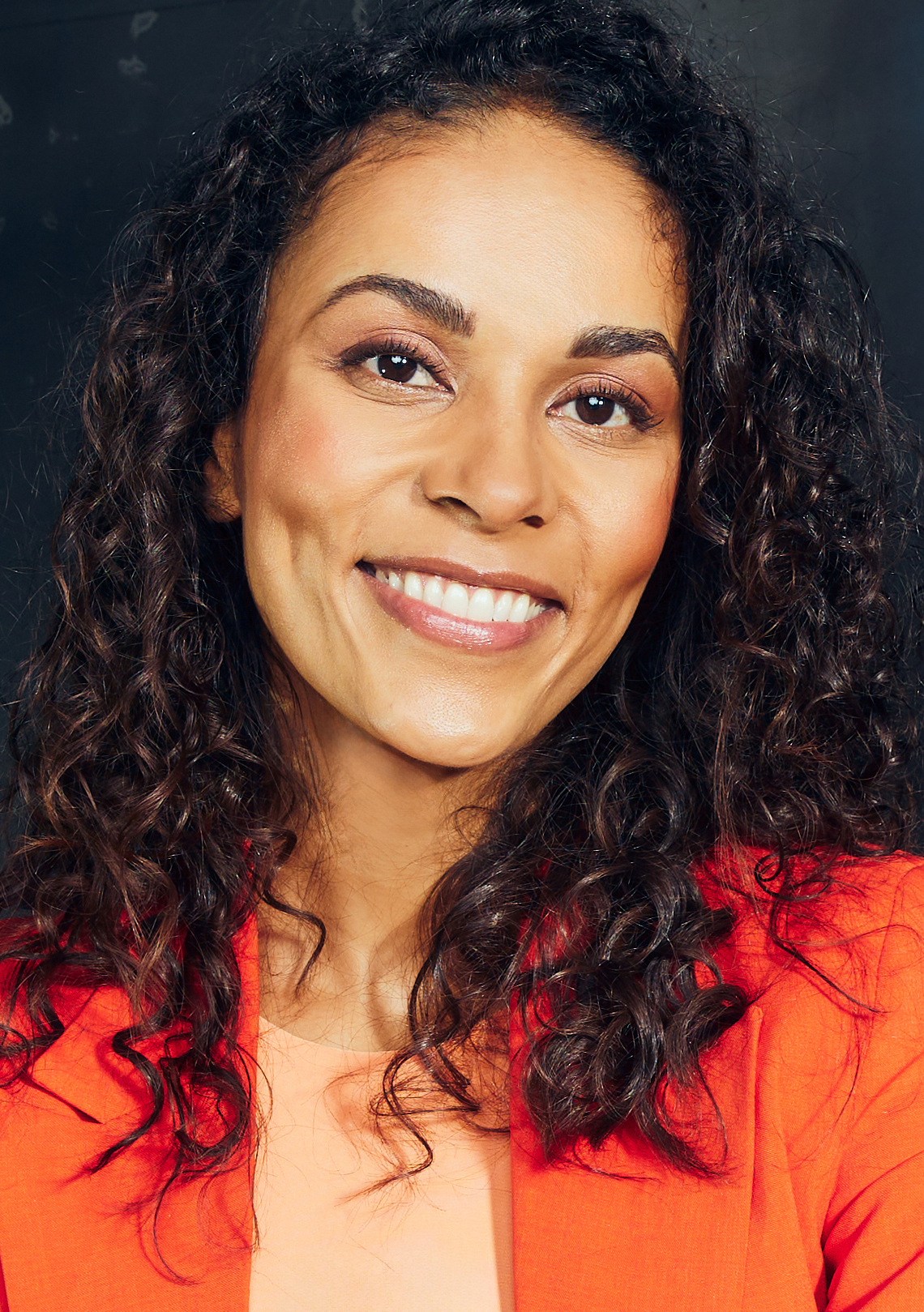
Florence Randrianarisoa (2023)

## Leben
Florence Randrianarisoa wurde 1987 in Querfurt geboren und wuchs in Wutha-Farnroda auf. Sie studierte zunächst Medienmanagement und Medienkulturwissenschaft von 2006 bis 2009 an der Universität zu Köln und der Universität La Sapienza. Von 2009 bis 2016 studierte sie an der Universität zu Köln und in Fort-de-France Humanmedizin, das sie mit der Dissertation Überprüfung der Resultate der im Zeitraum von 2001 bis 2013 angewandten Operationsmethoden bei Grubenpapille abschloss. Ursprünglich wollte sie im Bereich der Neurologie arbeiten, wandte sich aber dann der Augenheilkunde zu. Anschließend arbeitete sie bis 2019 als Assistenzärztin am Universitätsklinikum Köln und am St. Elisabeth-Krankenhaus. Sie kritisiert die mangelnde Anerkennung von Ärztinnen in Teilzeit als vollwertige Mediziner seitens Kollegen. Aufgrund von fehlendem Personal und zu wenig Behandlungszeit für einzelne Patienten wandte sie sich von dem medizinischen Betrieb ab.
2014 startete sie ihren YouTube-Kanal Dr. Flojo, in dem sie medizinische Themen wissenschaftlich fundiert präsentiert und Gesundheitsmythen auf den Grund geht. Von Juli 2020 bis Dezember 2020 war der Kanal Teil von funk. Sie startete den Kanal laut eigenen Angaben, um Barrieren zwischen Patienten und Ärzten abzubauen und medizinische Aufklärung zu leisten. Seit Oktober 2021 ist sie Teil des Quarks-Teams und moderiert die Fernsehwissenschaftssendung Quarks im WDR. Anfang September 2022 erschien im Verlag Gräfe und Unzer ihr erstes Buch Ein Muskelkater will auch gekrault werden.
Randrianarisoa lebt in Köln.

## Publikation
- Ein Muskelkater will auch gekrault werden: hochgeschätzte und unliebsame Phänomene unseres Körpers wissenschaftlich erklärt. Gräfe und Unzer, München 2022, ISBN 978-3-8338-8265-4.

## Auszeichnungen
- 2020: 3. Platz des Fast Forward Science Awards von Wissenschaft im Dialog für den Beitrag Broken-Heart-Syndrom: So gefährlich ist Schlussmachen in der Kategorie Scitainment[8]